# دونالد بروكس
دونالد بروكس (بالإنجليزية: Donald Brooks)‏ هو مصمم أزياء تقليدية ومصمم أزياء أمريكي، ولد في 9 يناير 1928 في نيو هيفن في الولايات المتحدة، وتوفي في 1 أغسطس 2005 في Stony Brook University Hospital ‏ في الولايات المتحدة بسبب نوبة قلبية.

## وصلات خارجية
- دونالد بروكس على موقع IMDb (الإنجليزية)
- دونالد بروكس على موقع ألو سيني (الفرنسية)
- دونالد بروكس على موقع أول موفي (الإنجليزية)
- دونالد بروكس على موقع قاعدة بيانات برودواي على الإنترنت (الإنجليزية)
- دونالد بروكس على موقع قاعدة بيانات الأفلام السويدية (السويدية)
- دونالد بروكس على موقع قاعدة بيانات الفيلم (الإنجليزية)
- دونالد بروكس على موقع كينوبويسك (الروسية)